# Jan Jakub Wejher
Jan Jakub Wejher herbu Skarzyna (spotykana pisownia nazwiska: Wejher, Waier, Weier, Weyher), wojewoda chełmiński i malborski, starosta człuchowski w latach 1616–1626. Urodzony w 1580 roku, z ojca Ernesta i matki Anny Ludwiki z Mortęskich (córki Elżbiety Kostczanki i  Melchiora Mortęskego), zmarł 14 stycznia 1626 roku, niemal w przeddzień najazdu Szwedów na Pomorze Gdańskie.

Kasztelan krakowski Jerzy Zbaraski tak pisał do króla w dniu 18 VII 1626 roku, komentując jego śmierć i szwedzkie zagrożenie: 

kto tam będzie tymi ludźmi zawiadywał i kto nimi obracał [...] ja tam w Prusiech, jakoż umarł nieboszczyk pan wojewoda malborski Weiher nie mam nikogo, co by był do tego rządu habilis.

## Wczesna młodość
Jan Weiher wsławił się czynami wojskowymi. Karierę zaczął od służby na dworze Zygmunta III, już w wieku 13 lat towarzyszył Zygmuntowi w podróży do Szwecji, a po powrocie z tej wyprawy ruszył na Węgry, by szkolić się w walce z niewiernymi. Uczestniczył w walkach o twierdzę Agra, a z upoważnienia Zamoyskiego próbował zwerbować w Siedmiogrodzie wojska dla króla. W wieku zaledwie 18 lat towarzyszył Zygmuntowi w czasie jego walk z Karolem Sudermańskim i brał aktywny udział w zwycięskiej bitwie pod Stegeborgem. Po zwycięstwie sugerował królowi definitywną rozprawę z księciem, ale Zygmunt słuchał szwedzkich doradców i zwlekał. Karol wykorzystał to i wkrótce napadł na obóz Zygmunta. Zygmunt III poniósł klęskę w bitwie na mostach stangijskich. Weiher, lekko ranny kulą armatnią w rękę, wrócił do Polski, by wkrótce wyruszyć na Wołoszczyznę do walki z Turkami i Tatarami.

## Obrona Zatoki Gdańskiej
Już w 1601 roku został odwołany z Wołoszczyzny i wysłany do Gdańska, gdzie miał wybudować 5 okrętów wojennych. Dał się poznać jako zręczny dowódca piechoty i okrętów wojennych strzegących Zatoki Gdańskiej przed Szwedami. Dał się we znaki również gdańszczanom, bardzo czułym na punkcie swobody handlu morskiego. W roku 1606 flota szwedzka próbowała wedrzeć się na wody Zatoki Gdańskiej. W sierpniu na jej spotkanie wyszła mała eskadra polska pod dowództwem Jana Weihera. Zaskoczeni Szwedzi zrezygnowali z wysadzenia desantu, ale już dwa miesiące później, w październiku 1606 roku, admirał Jakub Gotberg ponowił próbę lądowania na Mierzei Helskiej. Tym razem Polacy wystawili flotyllę w sile 12 okrętów. Szwedzi mieli 19 jednostek. Flota szwedzka przypuściła atak artyleryjski, okręty polskie odpowiedziały armatami, wspierane dodatkowo ogniem muszkietów z Helu. Po wymianie ognia obie strony wycofały się.
Jan Weiher stawał się dla Szwedów coraz większą przeszkodą. W 1607 roku szwedzcy wysłannicy (skrytobójcy?) przeprowadzili zamach na Jana, ale zostali schwytani i powieszeni. Jeszcze w 1628 roku (dwa lata po śmierci Jana) feldmarszałek Wrangel pisał do Rady Miejskiej Gdańska, zrzucając odpowiedzialność za rozboje swoich żołnierzy na barki kaprów Weihera. W 1620 roku Jan Weiher odbudował flotę pucką (8 okrętów), a w 1623 dowodził już flotyllą złożoną z 9.

## Wojna z Carstwem Rosyjskim
W 1609 wraz z dwoma braćmi (Ludwikiem i Marcinem Władysławem) wyruszył pod Smoleńsk. Jako starosta pucki dowodził pokaźnym pułkiem 1400 niemieckich lancknechtów. Jednak już w 1611 roku liczba jego żołnierzy spadła do 480. Sam Weiher cudem uniknął śmierci, od której uratowała go mocna zbroja. Pocisk uszkodził ją, ale nie przebił. Weiher wysłał ją później do Loreto jako dar wotywny. Po powrocie spod Smoleńska wraz z wujem, wojewodą chełmińskim Ludwikiem Mortęskim, na zlecenie stanów pruskich strzegł południowych kresów Prus Królewskich przed wojskami "sapieżyńców i smoleńszczan".

## Życie prywatne
Ożenił się z Anną Szczawińską, córką Jakuba, starosty mirachowskiego. Ich pierwsze dziecko, Jakub, przyszło na świat w 1609 roku. W sumie mieli pięciu synów: Jakuba, Ludwika, Jana, Karola i Mikołaja oraz trzy córki: Zofię, która wyszła za Jana Potulickiego z Chodzieży, a po jego śmierci za Łukasza Oktawiusza Leskiego, Elżbietę, która wydała się za Andrzeja Massalskiego, wojewodę mińskiego i Zuzannę, która została mniszką.

### Synowie Jana Weihera
Jan Weiher miał pięciu synów:
Jakub Wejher
Ludwik Wejher
Jan Wejher
Karol Wejher
Mikołaj Wejher
Tylko jeden z nich pozostawił potomstwo płci męskiej. Był to Ludwik, wojewoda pomorski, pułkownik ziem pruskich. Pozostali synowie albo umierali bezdzietnie albo mieli potomstwo płci żeńskiej, jak Jakub. Tym należy tłumaczyć stopniowy upadek rodu w latach późniejszych. Po śmierci synów Jana Weihera ród ten nigdy już nie błyszczał na firmamencie polskiej polityki. Prawnuk Jana, o tym samym imieniu, dał początek mazowieckiej linii Weiherów, która dla podkreślenia faktu oderwania się od niemieckich korzeni nie tylko zmieniła pisownię swego nazwiska, ale i nazwę swego herbu na Pomerzanin, a potem Skarzyna.
Ze śmiercią synów Weihera właściwie zakończyła się sławna, choć nieco awanturnicza historia rodu. Następne pokolenia nie rwały się do polityki, z wolna "konsumując" sławę i majątek, którymi obdarzyli ich rycerscy przodkowie. Niewątpliwie niektórzy odziedziczyli po przodkach nie tylko sławę i majątek, ale i zdolności organizatorskie, gospodarując z powodzeniem w majątkach ziemskich Mazowsza, głównie w okolicach Płocka i Płońska.
Dzisiejsi potomkowie Ludwika po mieczu to przedstawiciele jednej tylko linii rodowej. Zgodnie z decyzją zmarłego niedawno nestora rodu, działacza sportowego Mariusza, używają swego nazwiska w pisowni Weyher. Pozostałe linie rodowe skończyły się "zgodnie z tradycją" z powodu braku potomków, lub są kontynuowane, ale "po kądzieli".

### Bracia Jana Weihera
Franciszek – najstarszy syn Ernesta
Dymitr – kasztelan gdański
Ludwik – podkomorzy chełmiński
Marcin Władysław
Melchior – wojewoda chełmiński

## Mowa pogrzebowa Fabiana Birkowskiego
(zachowano pisownię)
Mowa pogrzebowa nawiązywała do waleczności Jana, ale i do innych jego cnót obywatelskich, jak miłość Boga, Ojczyzny i króla:

gdyś synom... błogosławił, pięknie ich napominając do służby Bożej, do wiary świętej katolickiej zachowania statecznego, do miłości króla Jegomości, Ojczyzny, do dzieł rycerskich, do cnót wielkich zaostrzał, aby dom swój prześwietny Weiherowski grono ludzi rycerskich... ozdabiali.